# تسيم شا تسوي
تسيم شا تسوي (Tsim Sha Tsui) معروفة كذلك بتسيم تسوي من قِبل الناس المحليّينِ، و هي منطقة مُمَدَّنة في منطقة ياو تسيم مونغ (Yau Tsim Mong) في جنوب كاولون (Kowloon) ، هونغ كونغ. شرق تسيم شا تسوي هي قطعة أرض إستردّتْ من خليج هوم Hom المُعلَّق شرق تسيم شا تسوي . إنّ المنطقة شمالاً محدودة بطريق أوستن وفي الشرق بطريق هونغ جونغ.

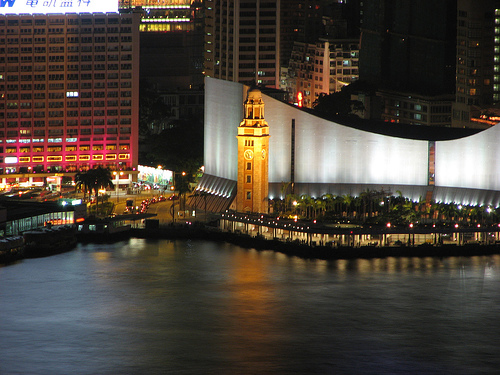
مدينة تسيم شا تسوي

بشكل جغرافي، تسيم شا تسوي تقع على قمة شبه جزيرة كاولون نحو ميناء فيكتوريا. عدّة قرى كانت قد أُسّست في هذا الموقع قبل كاولون تُرِكت إلى الإمبراطورية البريطانية في عام 1860. وهي ميناء لتصدير شجرة اللبان.
إن تسيم شا تسوي محور سياحي رئيسي في هونغ كونغ الحضرية، مع العديد من الدكاكين والمطاعم التي تلبّي مطالب السيّاح. و العديد من المتاحف في الأرض الواقعة في المنطقة.
وهي أيضاً مكان عظيم لمراقبة إضاءات عيد الميلاد أثناء ديسمبر/كانون الأول كُلّ سنة. العمارات العالية في المنطقة تضئ المصابيح على حيطانهم بأنماط عيد الميلاد، التي أيضاً تعتبر مشهد مشهور.

## وصلات خارجية
- صور لمدينة تسيم شا تسوي